# DSM (företag)
DSM (efter den engelska akronymen Dutch State Mines) är en medicinteknikkoncern och tidigare gruv- och kemikoncern.
DSM grundades 1902 av nederländska staten som Nederlandse Staatsmijnen för gruvdrift i Limburg. 1906 producerades det första kolet och 1919 startade kokstillverkning. Ursprungligen ett gruvbolag diversificerade DSM efter 1945 verksamheten och efter att den sista gruvan stängts 1973 blev DSM ett renodlat kemibolag. Bolaget privatiserades under 1990-talet och är idag verksamt inom medicinteknik.